# Вилењак (филм)
Вилењак (енгл. Elf) америчка је божићна филмска комедија из 2003. године. Режију потписује Џон Фавро, по сценарију Дејвида Беренбаума. Вил Ферел глуми Бадија, човека којег су одгајали Деда Мразови вилењаци, који сазнаје за своје право порекло и креће у Њујорк како би упознао свог биолошког оца. У споредним улогама наступају: Џејмс Кан, Зои Дешанел, Мери Стинберџен, Ед Аснер и Боб Њухарт.
Приказан је 7. новембра 2003. године у Сједињеним Америчким Државама. Остварио је огроман критички и комерцијални успех, зарадивши 220 милиона долара широм света у односу на буџет од 33 милиона долара. Ферелов наступ су похвалили и критичари и публика, а многи га сматрају једном од његових најбољих улога. Многи су га назвали модерним класиком, а често се наводи међу најбољим божићним филмовима свих времена.

## Радња
Једне Бадње вечери пре много година, једна се беба увукла у торбу Деда Мраза пуну поклона и играчака, а да он то уопште није приметио. Одгајан као вилењак, Бади на крају ипак одраста у човека три пута већег и од највећег вилењака, те увиђа да се никада неће уклопити у живот на Северном полу.
Једне године, Бади одлучи да пронађе своје право место у свету, тачније — Њујорку. Он успева да пронађе свог правог оца, Волтера, који се налази на Деда Мразовом списку злочестих, као и десетогодишњег брата који уопште не верује у Деда Мраза и вилењаке. Бади схвата да је његов задатак спасити Божић за своју породицу, Њујорк и цели свет.

## Улоге
| Глумац          | Улога           |
| --------------- | --------------- |
| Вил Ферел       | Бади Хобс       |
| Џејмс Кан       | Волтер Хобс     |
| Зои Дешанел     | Џови            |
| Мери Стинберџен | Емили Хобс      |
| Ед Аснер        | Деда Мраз       |
| Боб Њухарт      | Папа Вилењак    |
| Данијел Теј     | Мајкл Хобс      |
| Фејзон Лав      | Ванда           |
| Питер Динклиџ   | Мајлс Финч      |
| Ејми Седарис    | Деб             |
| Мајкл Лернер    | Фултон Гринвеј  |
| Енди Рихтер     | Морис           |
| Кајл Гас        | Јуџин Дупри     |
| Арти Ланг       | лажни Деда Мраз |
| Џон Фавро       | др Бен Леонардо |